# Söderskär, Lovisa
Söderskär, finska: Syteskeri, är en ö i Finland. Den ligger i Finska viken och i kommunen Lovisa i landskapet Nyland, i den södra delen av landet. Ön ligger omkring 89 kilometer öster om Helsingfors, strax väster om Östra Finska vikens nationalpark.
Öns area är 5,1 hektar och dess största längd är 380 meter i sydväst-nordöstlig riktning.